# Edward Tutaj
Edward Tutaj (ur. 13 października 1942 w Tarnowie) – polski matematyk, doktor habilitowany nauk matematycznych, profesor nadzwyczajny Uniwersytetu Jagiellońskiego (na emeryturze) oraz Państwowej Wyższej Szkoły Zawodowej w Tarnowie.

## Życiorys
Urodził się w Tarnowie, gdzie ukończył I Liceum Ogólnokształcące im. Kazimierza Brodzińskiego. W 1960 podjął studia na Wydziale Matematyki, Fizyki i Chemii Uniwersytetu Jagiellońskiego, uzyskując w 1965 magisterium. Po studiach rozpoczął pracę na Uniwersytecie Jagiellońskim, przechodząc tam kolejne stopnie kariery akademickiej. Doktorat prowadzony przez profesora Stanisława Łojasiewicza obronił w 1974, a w 1990 uzyskał habilitację.
W latach 1993–1999 pełnił funkcję prodziekana Wydziału Matematyki i Fizyki Uniwersytetu Jagiellońskiego. W latach 2006–2013 był kierownikiem Zakładu Historii Matematyki w Instytucie Matematyki UJ. Od roku 1999 pełni funkcję dyrektora Instytutu Matematyczno-Przyrodniczego Państwowej Wyższej Szkoły Zawodowej w Tarnowie.
W latach 2004–2010 był wiceprezesem Oddziału Krakowskiego Polskiego Towarzystwa Matematycznego. W latach 1991–2008 był przewodniczącym Komitetu Okręgowego Olimpiady Matematycznej w Krakowie a następnie od 2008 roku jest wiceprzewodniczącym tego Komitetu. Od 2007 jest członkiem Komitetu Głównego Olimpiady Matematycznej.
Obszar jego zainteresowań naukowych stanowią analiza funkcjonalna, geometria przestrzeni Banacha, równania różniczkowe, topologia, historia matematyki oraz dydaktyka matematyki.
Odznaczony Krzyżem Kawalerskim (2002), Złotym Krzyżem Zasługi (1987) a także Medalem Komisji Edukacji Narodowej (1989).
W roku 2007 został laureatem Nagrody im. Hugona Kołłątaja.